# Telescopio Spacewatch di 0,9 metri
Il telescopio Spacewatch di 0,9 metri è un telescopio riflettore costruito nel 1923 e in uso all'osservatorio di Kitt Peak, di cui è attualmente il più vecchio.

## Sviluppo
Inizialmente, il telescopio venne installato nel 1923 presso il campus dell'Università dell'Arizona. Nel 1962 fu poi trasferito a Kitt Peak e nel 1969 venne usato per scoprire la prima pulsar ottica. Nel 1982 finì in disuso, ma dal 1984 è usato per studi di comete e asteroidi dal programma osservativo Spacewatch. Nel 2002 è stato cambiato lo specchio primario.